# Édouard Mangin
Pour les articles homonymes, voir Mangin.
Eugène Édouard Mangin-Bocquet dit Édouard Mangin, né à Paris le 7 décembre 1837 et mort à Paris (8e arrondissement) le 24 mai 1907, est un musicien français, fondateur et premier directeur du Conservatoire de Lyon .

## Carrière
Entre 1850 et 1858, Édouard Mangin étudie le piano avec Antoine-François Marmontel et l'harmonie, et il remporte trois premiers prix au Conservatoire de Paris. Il a également publié des pièces légères et des arrangements d'opéra pour piano, principalement avec l'éditeur de musique Girod.
En 1863, il devient chef de chant, et l'année suivante, il devient chef d'orchestre du Théâtre Lyrique de Paris jusqu'en 1870.
À la suite de l'incendie du Théâtre lyrique le 25 mai 1871, il s'installe en octobre de la même année à Lyon comme chef d'orchestre du Grand Théâtre de la ville et conserve cette fonction jusqu'en 1873. Certains de ses meilleurs joueurs, dont les violonistes Lévy et Giannini, l'altiste Gondouin et le corniste Brémont s'y sont rendus avec lui.
Dès son arrivée à Lyon, il effectue des démarches pour doter la ville d'un conservatoire. Ses efforts sont couronnés de succès et le 2 mai 1872, le Conservatoire de musique de Lyon est créé et placé sous sa direction par arrêté municipal. Mangin s'occupe personnellement des classes d'harmonie, de composition et de piano. À la suite d'un certain nombre de dysfonctionnements, il est révoqué de son poste de directeur le 15 septembre 1879 et retourne à Paris.
En octobre 1882, il est nommé professeur au Conservatoire de Paris notamment en tant qu'accompagnateur dans la classe de chant de Mathilde Marchesi.
Dans ses dernières années, il a été chef d'orchestre de l'Opéra de Paris de 1893 à 1906.
En 1895, il devient Chevalier de la Légion d'honneur. En 1897, le roi Rama V lui décerne l'ordre de l'Éléphant blanc.
En 1905, il représente Dujardin-Beaumetz au Congrès de l'art public, à Liège, du 15 au 21 septembre 1905.
Il meurt chez lui d'une attaque, rue Lavoisier, dans le 8e arrondissement. Il est inhumé à l'église Saint-Augustin.

## Vie privée
Sa femme meurt en 1894, après une longue maladie.
Il a deux fils, Georges Mangin, docteur, et Léon Mangin-Bocquet, juge d'instruction à Versailles,.